# Joel Marambio
Joel Segundo Marambio Páez (Santiago de Chile, 6 de abril de 1926 - Santa Cruz, 31 de diciembre de 1973) fue un político, alcalde y exdiputado chileno.

## Primeros años de vida
Fue hijo de Joel Marambio Valenzuela y de Rosa Páez González. Realizó sus estudios primarios en Santa Cruz, localidad de Isla Guindo, y los superiores, en la Escuela de Artesanos y en la Escuela de Constructores, obteniendo el título de constructor, actividad que ejerció a partir de esa fecha. Fue un constructor civil autodidacta.

### Matrimonio e hijos
Se casó con Eudomira Rodríguez Valenzuela, con quien tuvo tres hijos, entre ellos el empresario Max Marambio.

## Vida pública
Inició sus actividades políticas al ingresar al Partido Socialista de Chile.
Más adelante, fue regidor y alcalde de Santa Cruz.
En 1965 fue elegido diputado por la Décima Agrupación Departamental San Fernando y Santa Cruz, período 1965-1969; integró la Comisión Permanente de Agricultura; y la de Minería e Industrias.
En 1969 fue reelecto diputado, por la misma Agrupación, período 1969-1973; integró la Comisión Permanente de Agricultura y Colonización; y la Comisión Especial Investigadora de Denuncias de Flagelaciones en el Servicio de Investigaciones, entre 1970 y 1971. El 17 de marzo de 1971 "la Corte Suprema, revocando un fallo emitido por el Pleno de la Corte de Apelaciones de Rancagua procede a su desafuero, basado en una querella en su contra en el Juzgado de Letras de Santa Cruz, por privación de libertad y otros delitos".
Durante la Presidencia de Salvador Allende Gossens, tuvo una importante participación en los contactos entre el Gobierno de la Unidad Popular y Fidel Castro.
En 1973 fue nuevamente electo diputado por la Décima Agrupación Departamental, San Fernando y Santa Cruz, período 1973-1977; integró la Comisión Permanente de Relaciones Exteriores. El golpe militar del 11 de septiembre de 1973, puso término anticipado al período. El Decreto-Ley 27, de 21 de septiembre de ese año, disolvió el Congreso Nacional y declaró cesadas las funciones parlamentarias a contar de la fecha.
Fue un gran promotor de la reforma agraria y de la organización campesina.
Víctima de una prolongada enfermedad, falleció en su casa en Santa Cruz, el 31 de diciembre de 1973.

## Obras
- Vendimia interior (con prólogo de Gonzalo Drago), 1962.

## Historial electoral

### Elecciones parlamentarias de 1973
- Elecciones parlamentarias de 1973 para la 10ª Agrupación Departamental, San Fernando y Santa Cruz.[1]